# Военная организация государства
Военная организация государства — многозначный термин:
- то же, что и Вооружённые силы;

- в России военная организация государства — это совокупность органов государственного и военного управления, Вооружённых Сил Российской Федерации, других войск, воинских формирований и органов, составляющих её основу и осуществляющих свою деятельность военными методами, а также части производственного и научного комплексов страны, совместная деятельность которых направлена на подготовку к вооружённой защите и вооружённую защиту Российской Федерации[1].

Войска и воинские формирования России:
- Вооружённые Силы Российской Федерации
- Войска национальной гвардии Российской Федерации
- Пограничная служба Федеральной службы безопасности Российской Федерации
- Центр специального назначения ФСБ
- Гром (спецподразделения МВД)
- Полк полиции специального назначения имени Кадырова
- Заслон (спецподразделение СВР)
- ОСН ФСИН России
- Спасательные воинские формирования МЧС России
- Президентский полк

Частные военные компании России:
- Группа Вагнера
- РСБ-Групп
- Славянский корпус

 Военный резерв России:
- Государственный реестр казачьих обществ Российской Федерации
- ДОСААФ России

Войска, находящиеся в оперативном взаимодействии с войсками и воинскими формированиями России:
- Народная милиция ДНР
- Народная милиция ЛНР

Органы управления военной организацией государства в России:
- Генеральный штаб Вооружённых сил Российской Федерации
- Национальный центр управления обороной Российской Федерации
- Совет Безопасности Российской Федерации